# Oumayr ibn Sad al-Ansari
Pour les articles homonymes, voir al-Ansari.
Oumayr ibn Sad al-Ansari est un sahaba, c'est-à-dire un compagnon de Mahomet. Tabari indique qu'il fut gouverneur de Homs (appelée alors Hîms) ou de Homs et Qinnasrîn en l'an 23 de l'Hégire, c'est-à-dire vers 644. On sait aussi de lui, d'après al Baladhuri (175, 7), que sur ordre du calife Omar, il fut envoyé en l'an 19 de l'Hégire contre la ville de 'Ayn Warda (ou Ra's al Ayn) par 'Iyad ibn Ghanm. Il assiégea la ville et la prit d'assaut.